# Národní park Kinabalu
Národní park Kinabalu se nachází na Borneu v malajsijském Sabahu. Byl založen v roce 1964 jako jeden z prvních národních parků Malajsie vůbec. Pokrývá plochu 754 čtverečních kilometrů a jeho dominantou je stejnojmenná hora. Od roku 2000 je součástí světového dědictví UNESCO.

## Geologie
Kinabalu je jedním z nejmladších vulkanických pohoří na světě, které vzniklo před 10-35 miliony lety. Hora stále rostle o 5 mm ročně. 5. června 2015 horu Kinabalu poškodilo zemětřesení o síle 6,0 stupňů, které způsobilo skalní sesuvy po celém obvodu horského masivu.

## Biologie
Národním parkem Kinabalu přechází 4 klimatické zóny, které formují tyto hlavní biomy: nížinné dipterokarpové lesy (pod 1200 m), horské dubové lesy (1200-1800 m), jehličnaté lesy (2800-3700 m) a alpínskou luční a keříčkovou vegetaci (nad 3700 m). Zde rostou rododendrony, které ale najdeme i níže, v zóně horského lesa. Mount Kinabalu měří 4 095 m n. m. a představuje nejvyšší bod mezi Himálají a Novou Guineou.
Oblast je specifická svou vysokou biodiverzitou a množstvím endemitů. Mezi nimi najdeme například masožravé láčkovky nebo orchideje. Roste zde také Rafflesia keithii, jejíž květ může mít téměř jeden metr v průměru. Mezi zdejší živočichy patří např. srstín krysí, luskoun ostrovní, orangutan bornejský a outloň bornejský.

## Galerie

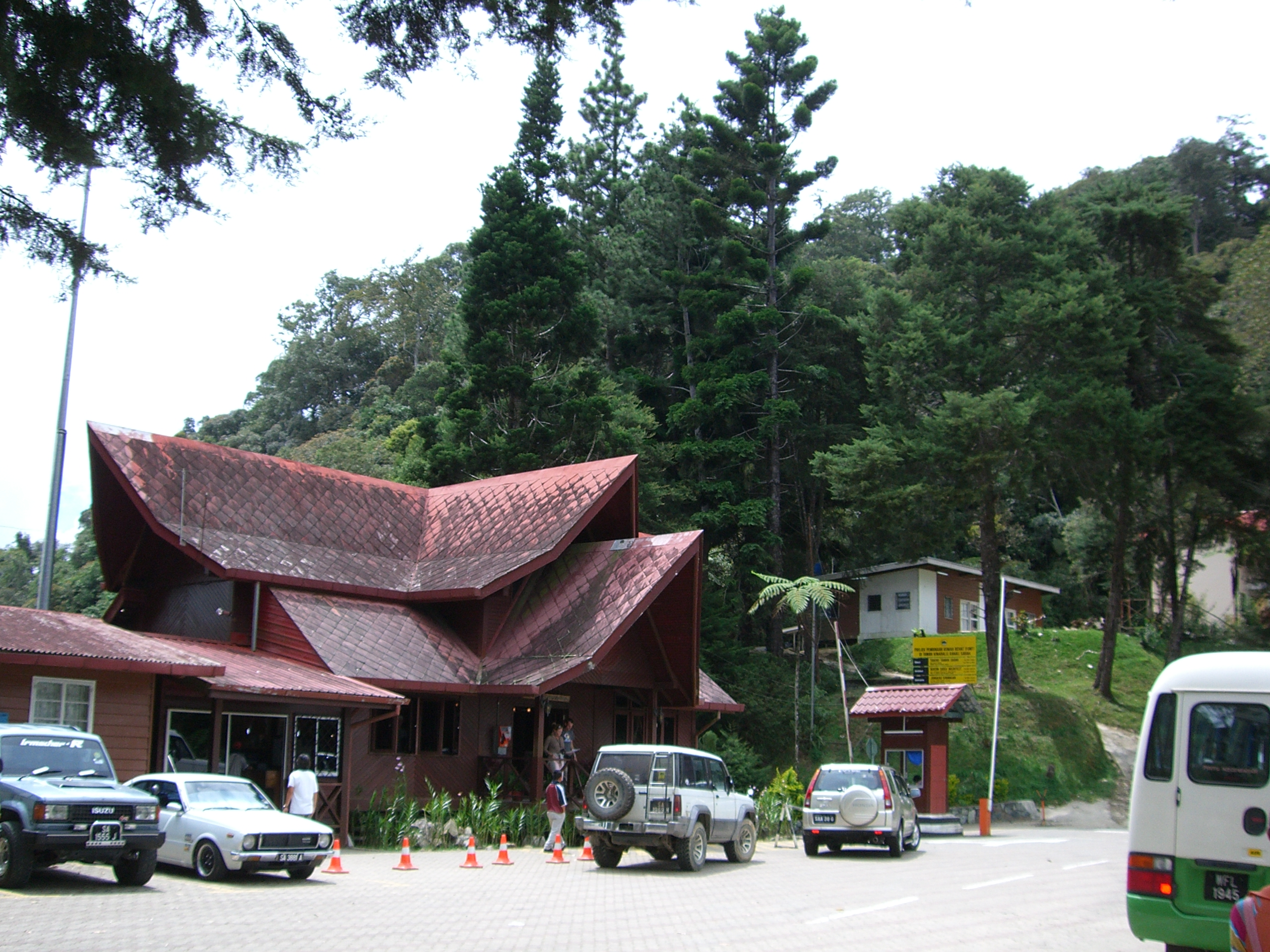
Kinabalu park, recepce
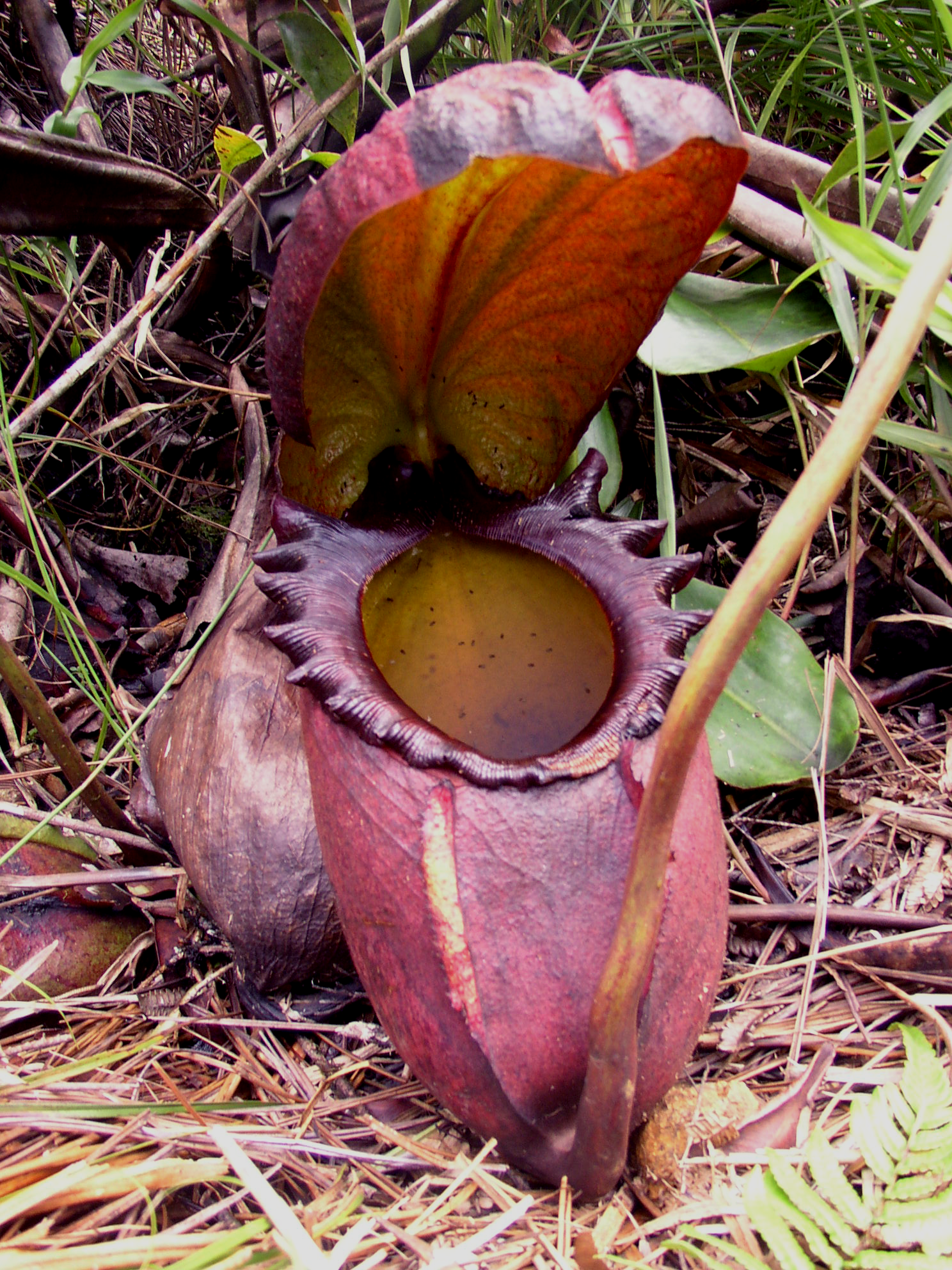
Láčkovka rádža
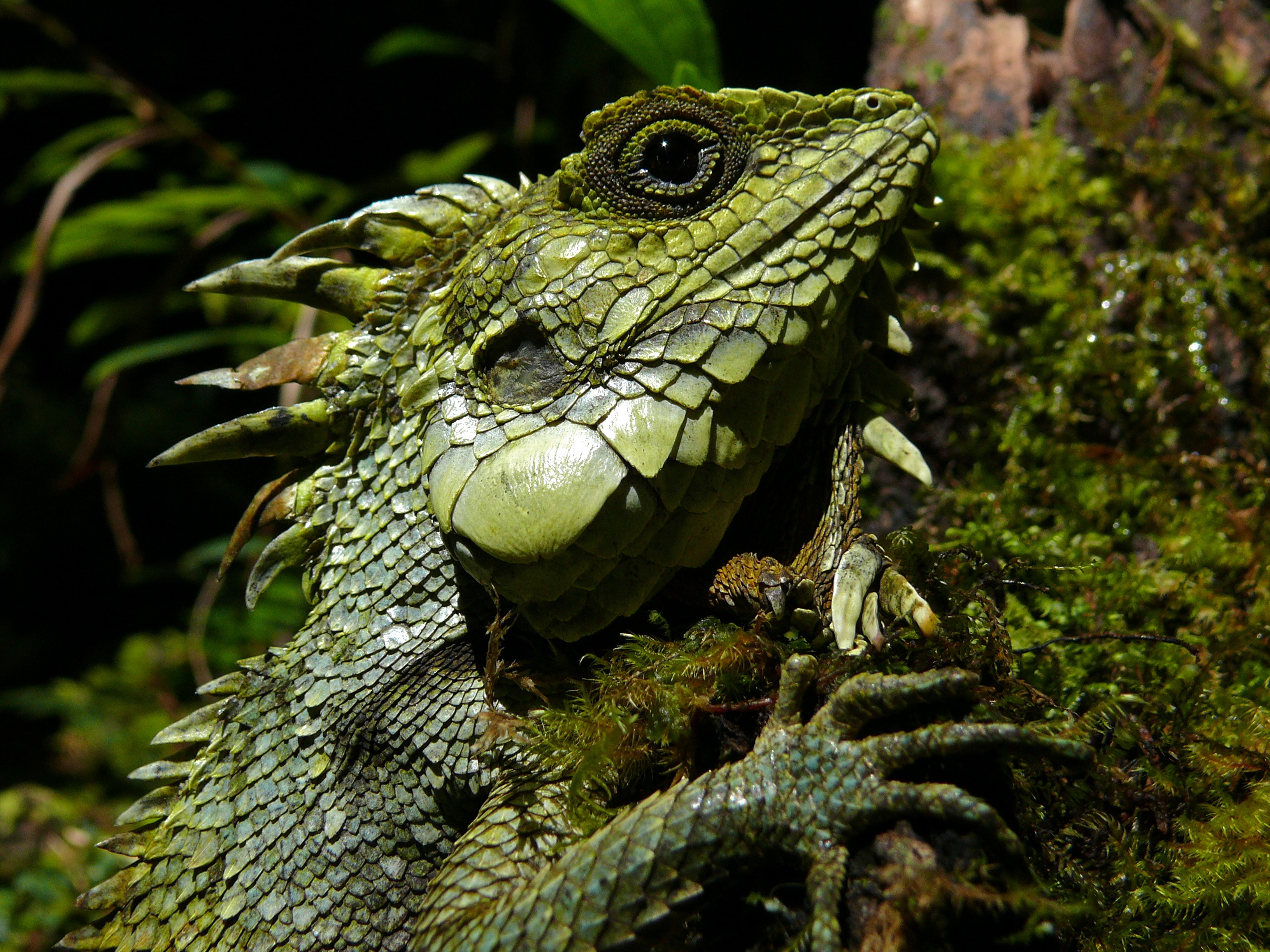
Hypsicalotes kinabaluensis
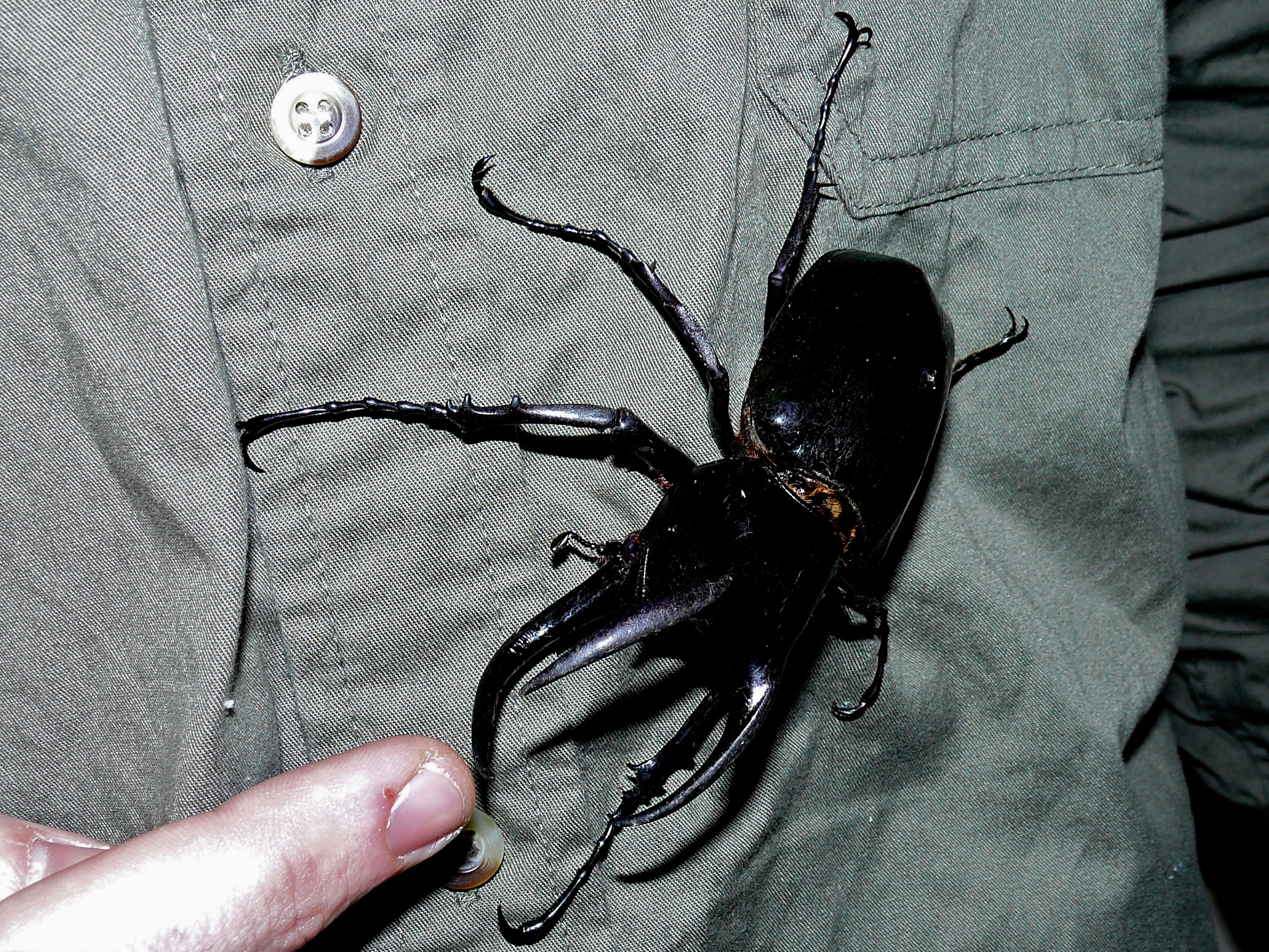
Chalcosoma moellenkampi
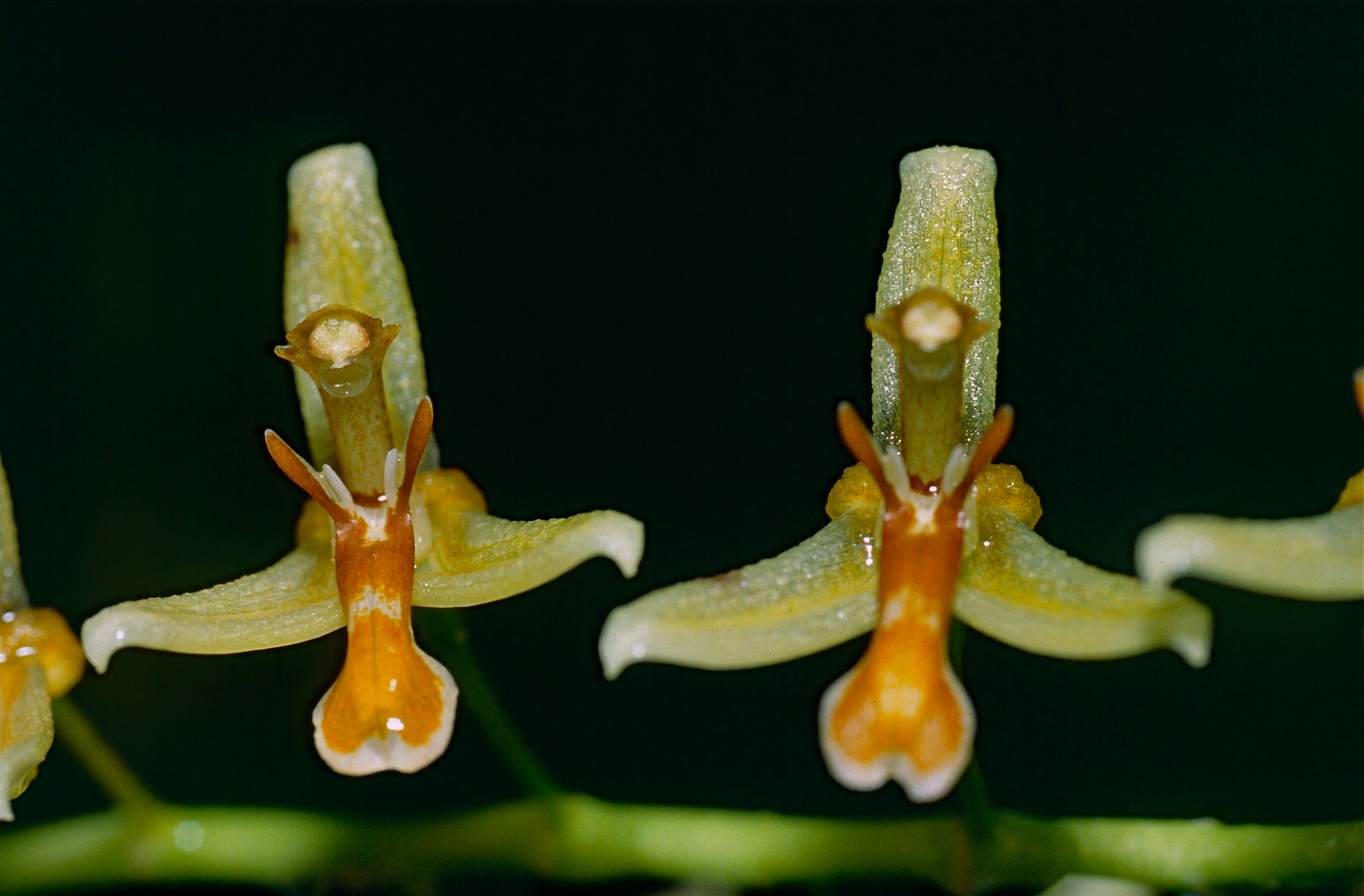
Nabaluia angustifolia
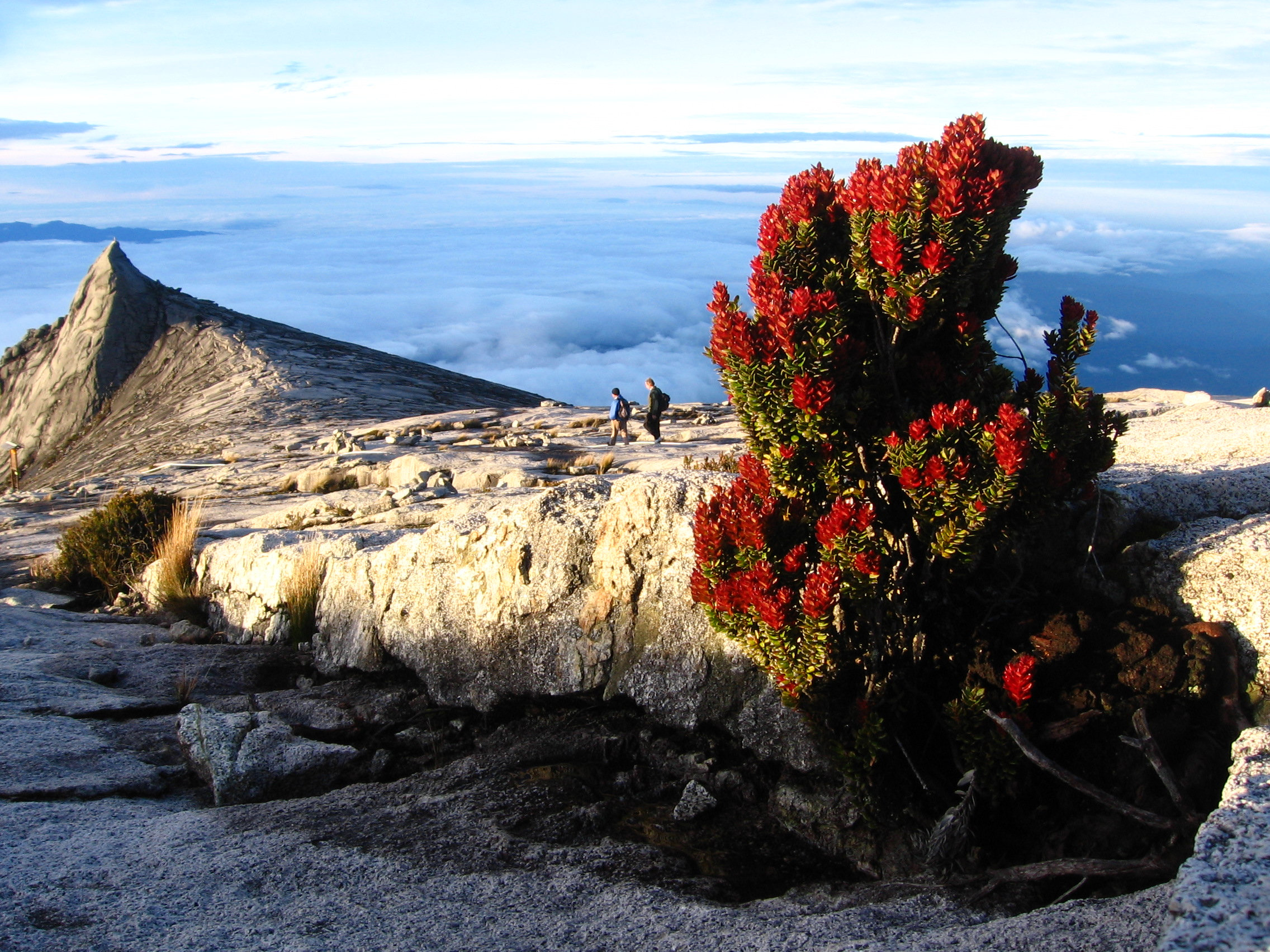
Vrcholová partie Kinabalu